# MCH Group
Die MCH Group AG mit Sitz in Basel, Schweiz ist ein internationales Live-Marketing Unternehmen. Das Kerngeschäft der MCH Group ist das Durchführen von eigenen Publikums- und Fachmessen sowie Gastveranstaltungen. Die internationale Kunstmesse Art Basel ist die führende Messe der MCH Group.

## Geschichte
Die MCH Group hat ihre Wurzeln in der 1916 ins Leben gerufenen "Schweizer Mustermesse". 2001 schlossen sich die Messe Basel und die Messe Zürich zur Messe Schweiz zusammen. 2009 wurde die Messe Schweiz zur Aktiengesellschaft MCH Group umfirmiert. Zur MCH Group AG gehören auch Expomobilia, MCH Global und MC2 sowie weitere Beteiligungen.
Bis 2019 richtete die MCH Group jährlich die Uhren- und Schmuckmesse Baselworld aus, welche alle Akteure der Branche aus aller Welt versammelte: Hersteller, Einkäufer, Händler, Sammler, Medien und Liebhaber. Das Ende dieser Messe wird je nach Quelle zu unterschiedlichen Teilen den tiefgreifenden Umwälzungen des Marktes und eigenen Managementfehlern zugeschrieben. Auf ihrem Höhepunkt um 2015 beherbergte die Baselworld 1'500 Aussteller aus 40 Nationen auf 140'000 Quadratmetern und empfing über 150'000 Besucher.

## Organisation und Aktionariat
Die MCH Group wird seit April 2025 von CEO a. i. Andrea Zappia geführt. Im Executive Board sitzt ausserdem CFO Eleonora Gennari. Im Jahr 2022 waren ca. 1150 Mitarbeitende weltweit bei der MCH Group beschäftigt. Im Geschäftsjahr 2024 verzeichnete die Gruppe einen Umsatz von 435,7 Millionen Schweizer Franken und einen Reingewinn von 3 Mio. CHF. Die MCH Group ist an der Schweizer Börse SIX Swiss Exchange kotiert. Die zwei Ankeraktionäre Lupa Investment Holdings LP (mit 41,69 %) und der Kanton Basel-Stadt, Basel-Landschaft 37,52 % halten die Mehrheit des Aktienkapitals. Die ausserordentliche Generalversammlung vom 3. August 2020 beschloss zwei Kapitalerhöhungen und die Aufhebung der Vinkulierung. Sie stimmte auch zu, dass die von James Murdoch kontrollierte Beteiligungsgesellschaft Lupa Systems mit mindestens 30 %, optional bis zu 49 %, zum neuen Ankeraktionär der MCH Group wird und Einsitz im Verwaltungsrat nimmt.

## Tätigkeitsbereich
Das Kerngeschäft der MCH Group ist die Durchführung von internationalen und nationalen Fach- und Publikumsmessen. Das Messeportfolio umfasst rund 25 Messen, die von den Messegesellschaften der MCH Group organisiert und durchgeführt werden. Zu den bedeutendsten Messen gehören die internationale Kunstmesse Art Basel mit Events in Basel, Miami Beach, Paris und Hongkong sowie die Schweizer Messen Swissbau, Igeho, Giardina und Holz. Zu den Gastmessen gehört unter anderem die Fantasy Basel. Während des ESC 2025 in Basel veranstaltet die MCH Group des Eurovision-Village in der Halle1 der MesseBasel und erhielt dafür Förderungen und eine Defizitgarantie aus dem Swisslos-Lotteriefonds des Kantons Basel-Stadt.
Die MCH Group vermietet ihre Infrastruktur in Basel und Zürich auch an externe Messe-, Kongress- und Eventveranstalter. Die Messegelände umfassen eine Ausstellungsfläche von 162'000 m2 in Basel und 33'000 m² in Zürich. Bis 2020 fand die Motorradmesse Swiss-Moto in Zürich und hatte 65'000 Besucher.
Das dritte Geschäftsfeld bildet der Bereich Live-Marketing Solutions mit den Firmen MCH Global, MC2 und Expomobilia. Diese offerieren Dienstleistungen in den Bereichen Strategie, Konzeption, Marketing, Sponsoring, Event Management und Standbau.